# Карабатирський сільський округ
Карабати́рський сільський округ (каз. Қарабатыр ауылдық округі, рос. Карабатырский сельский округ) — адміністративна одиниця у складі Камистинського району Костанайської області Казахстану. Адміністративний центр та єдиний населений пункт — село Карабатир.
Населення — 853 особи (2021; 1025 у 2009, 1467 у 1999, 1622 у 1989).
Станом на 1989 рік існувала Аксуська сільська рада (село Аксу, селища Караколь, Окан).

## Склад
До складу адміністрації входять такі населені пункти:
| Населений пункт | Старі назви | Населення, осіб (1989) | Населення, осіб (1999) | Населення, осіб (2009) | Населення, осіб (2021) |
| --------------- | ----------- | ---------------------- | ---------------------- | ---------------------- | ---------------------- |
| Карабатир, село | Аксу        | 1219                   | 1252                   | 1025                   | 853                    |
| Караколь, село  | -           | 197                    | 0                      | -                      | -                      |
| Окан, село      | -           | 206                    | 215                    | -                      | -                      |